# Агамали оглы, Самед Ага
Самед Ага Гасан оглы Агамалы оглы (азерб. Səməd Ağa Həsən oğlu Ağamalıoğlu; 27 декабря 1867, Гыраг Кесаман, Кавказское наместничество — 6 октября 1930, Москва) — азербайджанский и советский политический и государственный деятель, член Закавказского сейма, член Национального совета Азербайджана, народный комиссар земледелия Азербайджанской ССР (1920), Председатель ЦИК Азербайджанской ССР (1922—1929) и один из председателей ЦИКа ЗСФСР.
Представлял меньшевистское крыло партии «Гуммет» в парламенте АДР (1918—1920). Получил известность как руководитель проведения алфавитной реформы в Азербайджане.

## Биография
Самед Ага Алиев родился 15 (27) декабря 1867 в селе Кырах-Кесемен Казахского уезда Елизаветпольской губернии в крестьянской семье. Окончил Владикавказскую военную гимназию, получил специальность землемера.
В 1887 году он поступает в Гянджу на службу. С 1888 года ведёт подпольную революционную работу. Во время событий (1904—1905) находился в Гяндже, где стал свидетелем разгрома «Гуммет» — социал-демократической организации мусульман.
- В феврале 1917 — член Гянджинского Совета РСДРП(о): член Исполнительного комитета Гянджинского комитета РСДРП(о)
- С апреля 1917 — член объединённого Елизаветпольского комитета и Совета
- С февраля 1918 — член меньшевистского крыла партии «Гуммет»
- 1918−1920 — член Парламента Республики Азербайджан от партии «Гуммет»
- 1920 — народный комиссар земледелия Азербайджанской ССР
- 5.1921−28.4.1922 — заместитель председателя ЦИК Азербайджанской ССР
- 5.1922−9.1929 — председатель ЦИК ССР Азербайджан
- 1922−6.10.1930 — председатель Комитета нового тюркского алфавита — Всесоюзного центрального комитета по введению нового тюркского алфавита при Совете Национальностей ВЦИК; член ЦК КП(б) Азербайджана: член Закавказского краевого комитета ВКП(б).

15 января 1923 года постановлением I-й сессии ЦИК ЗСФСР I-го созыва Агамали оглы был назначен председателем ЦИК ЗСФСР.
| |  |
| Мемориальные доски на стене дома в Баку, где жил Агамали оглы на азербайджанском (слева) и русском языках |  |

В марте 1922 года была создана комиссия во главе с Агамали оглы, представившая вскоре проект нового алфавита на основе латинской графики. После обсуждения представленный проект был утверждён азербайджанским правительством, вслед за чем 21 июля был образован Комитет по проведению нового тюркского алфавита (КНТА) под председательством Агамали оглы. По результатам долгих дискуссий, в 1922 году новый алфавит был утверждён, а в 1925 году он был введён в официальное употребление параллельно с арабским. В 1924 году Агамали оглы впервые подготовил к печати и издал, снабдив своим предисловием, знаменитый памфлет Мирзы Фатали Ахундова под названием «Кямалуддовле и Джамалуддовле». В следующем году он возглавил Всесоюзный центральный комитет нового алфавита (ВЦКНА). Максим Горький рассказывал о празднике в Баку, посвящённом шестой годовщине латинского алфавита: «Изумительный старец Самед-Ага-Агамалы-оглы, президент республики тюрков, инициатор замены арабского алфавита латинским, говорил пламенные речи, как юноша. С законной гордостью он вспоминал, как Владимир Ильич сказал ему. „Латинский алфавит — первый шаг, которым вы начинаете культурную революцию среди тюрков“».

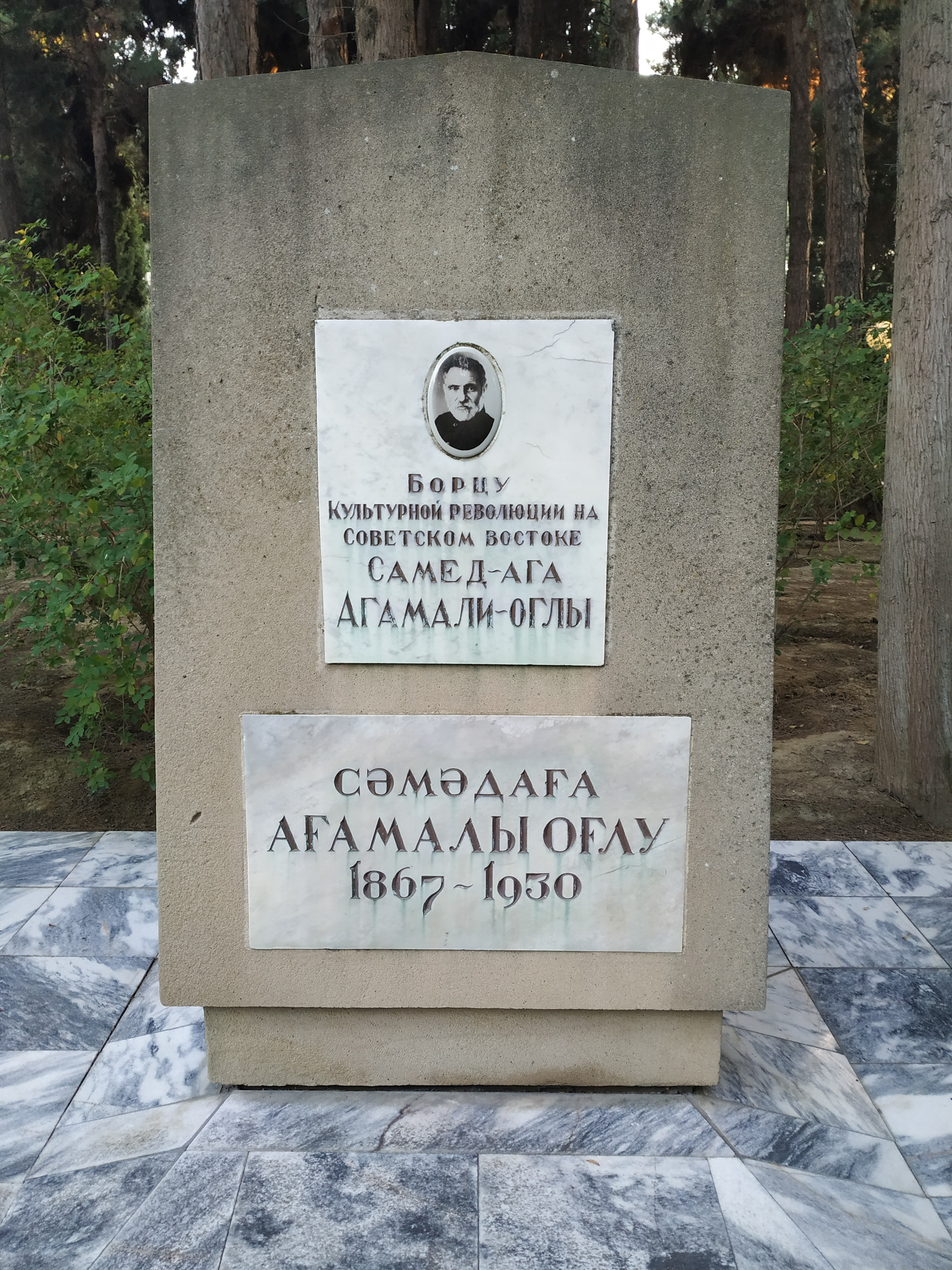
Могила Агамали оглы в Аллее почётного захоронения, Баку.

26 января 1930 года постановлением II-й сессии ЦИК ЗСФСР V-го созыва Самед Алиев был освобождён от должности председателя ЦИК ЗСФСР.
Участвовал в работе большинства газет и журналов, выходивших в Азербайджане в 1920-е годы. Автор ряда работ о революционном движении, культурной революции на Востоке.
Скончался в Москве.

## Увековечивание имени
Его имя было присвоено Азербайджанскому сельскохозяйственному институту.

## Список работ
- Агамалы-Оглы Самед-Ага. Куда мы идём? (О новом тюркском алфавите). — Баку. 1924.
- Агамалы-Оглы Самед-Ага. Культурные вопросы в тюркском мире. — М. 1924.
- Агамалы-Оглы Самед-Ага. Неотложные нужды тюрко-татарских народов. Баку, 1925.
- Агамалы-Оглы Самед-Ага. Две культуры (на русском языке). Баку. 1927.
- Агамалы-Оглы Самед-Ага. Намус в затворнических обществах мусульманского мира. Баку, 1929